# Adolphe Dervaux
Pour les articles homonymes, voir Dervaux.
Adolphe Dervaux, né à Paris le 2 mai 1871 et mort dans la même ville le 28 octobre 1945, est un architecte français.
Il a laissé son nom à un modèle de candélabre du métro de Paris très répandu, de style Art déco, qu'il a dessiné dans les années 1920.

## Biographie
Adolphe Dervaux est né le 2 mai 1871, au 34 de la rue Pierre-Fontaine dans le 9e arrondissement de Paris où ses parents, Adolphe Dervaux (1825-1887), artiste peintre, professeur de dessin à Sète et Louise Berthe Hannier, sont domiciliés. Ils le reconnaissent tous les deux le 16 août 1871.
Il intègre l'École des arts décoratifs de Paris où il est l'élève de Charles Genuys, puis l'École des beaux-arts de Paris où il suit les cours d'Émile Vaudremer et Constant Moyaux.
En 1894, sous le beylicat d'Ali III Bey, il est architecte adjoint de la régence de Tunis.
Dans les années 1920, il est architecte en chef de la Compagnie des chemins de fer du Midi.
Dans les années 1930, il fut l'architecte de la ville de Biskra.
Sociétaire de la Société nationale des beaux-arts, il est président de la Société française des urbanistes, vice-président de la Société des architectes modernes, vice-président de la Société des artistes décorateurs et vice-président de la Société protectrice des animaux.
Il demeure 22 rue de Dunkerque à Paris.
Âgé de 74 ans et gravement malade, il meurt le 28 octobre 1945 et est incinéré. Son éloge funèbre est prononcée par Auguste Bluysen.

## Réalisations
- Gare de Biarritz-Ville achevée en 1911.
- Hôtel particulier pour Mlle Raux, 58 rue Cortambert, Paris 16e : aménagements. 1923[9]
- Village français pour l'Exposition de 1925 à Paris[10].
- Plan d'extension et d'embellissement de Perpignan, 1925[11].
- Palais consulaire de Sète (achevé en 1928).
- Gare de Rouen-Rive-Droite (1913-1928), dans le style Art nouveau,  Inscrit MH (1975), place Bernard-Tissot à Rouen.
- Plan du lotissement de l'Ermitage (1930), à cheval entre le sud de Melun et le nord des communes limitrophes de La Rochette et de Dammarie-les-Lys[12].
- Pavillon de La Réunion de l'Exposition universelle de 1937 à Paris[13], implanté sur l'île aux Cygnes[14].

## Publications
- Essai sur l'architecture telle qu'elle est : rapport présenté à la Société d'art populaire et d'hygiène, Paris, impr. de Kapp, 1907, 80 p.
- « Le beau, le vrai, l'utile et la réorganisation de la cité », La Grande Revue,‎ avril 1916.
- Exposition internationale d'architecture du bâtiment et des industries connexes, Gand, 1921. Section française. Rapport général – 1er janvier 1922
- « Albert André », Art et Décoration, pp. 33 à 42, août 1927.

## Aquarelle
- Paysage marin (1928)[15].

## Distinctions
- Officier de la Légion d'honneur. Le 11 juin 1926, les insignes d'officier de la Légion d'honneur lui sont remis par son confrère Frantz Jourdain[16].
- Commandeur du Nichan Iftikhar
- Officier d'académie

## Hommage
Au Salon des artistes français de 1935, le sculpteur Émile Oscar Guillaume (1867-1954) exposa le buste d'Adolphe Dervaux.